# Haven (musikalbum)
Haven är det amerikanska symfonisk metal/power metal-bandet Kamelots elfte studioalbum, utgivet maj 2015 av skivbolaget Napalm Records.

## Låtlista
1. "Fallen Star" – 4:39
2. "Insomnia" – 4:13
3. "Citizen Zero" – 5:49
4. "Veil of Elysium" – 3:54
5. "Under Grey Skies" – 4:52
6. "My Therapy" – 4:26
7. "Ecclesia" (instrumental) – 0:44
8. "End of Innocence" – 3:49
9. "Beautiful Apocalypse" – 4:25
10. "Liar, Liar (Wasteland Monarchy)" – 5:54
11. "Here's to the Fall" – 4:04
12. "Revolution" – 4:49
13. "Haven" (instrumental) – 2:14

Text & musik: Oliver Palotai/Sascha Paeth/Thomas Youngblood/Tommy Karevik

## Medverkande
Musiker (Kamelot-medlemmar)
- Sean Tibbetts – basgitarr
- Thomas Youngblood – gitarr
- Casey Grillo – trummor, percussion
- Oliver Palotai – keyboard, orkestrering
- Tommy Karevik – sång

Bidragande musiker
- Alissa White-Gluz – sång (spår 10, 12)
- Troy Donockley – uilleann pipe (spår 5)
- Charlotte Wessels – sång (spår 5)
- Miro (Michael Rodenberg) – keyboard, orkestrering
- Dennis Hornung – kontrabas (spår 1)
- Sascha Paeth – gitarr
- Cloudy Yang, Grazia Sposito, Herbie Langhans, Thomas Rettke – köl

Produktion
- Sascha Paeth – producent, ljudtekniker
- Kamelot – producent
- Kai Schumacher – producent, ljudtekniker (stråkinstrument)
- Miro, Olaf Reitmeier, Jim Morris, Philip Collodetti, Andrew Boullianne – ljudtekniker
- Stefan Heilemann, Gustavo Sazes – omslagsdesign, omslagskonst
- Tim Tronckoe, Ville Juurikkala – foto